# Hemigrammocharax ocellicauda
Hemigrammocharax ocellicauda är en fiskart som först beskrevs av Boulenger, 1907.  Hemigrammocharax ocellicauda ingår i släktet Hemigrammocharax och familjen Distichodontidae. IUCN kategoriserar arten globalt som livskraftig. Inga underarter finns listade i Catalogue of Life.